# Джонсон, Брайан (кёрлингист)
Бра́йан Джо́нсон (англ. Brian Johnson) — австралийский кёрлингист.
Родился и вырос в Канаде, там же начал заниматься кёрлингом, затем переехал в Австралию.
В составе мужской сборной Австралии участник трёх чемпионатов мира (лучший результат — шестое место в 1993) и двух Тихоокеанских чемпионатов (оба раза чемпионы). Двукратный чемпион Австралии среди мужчин.
Играл в основном на позиции первого.

## Достижения
- Тихоокеанско-азиатский чемпионат по кёрлингу: золото (1992, 1993).
- Чемпионат Австралии по кёрлингу среди мужчин: золото (1992, 1993).

## Команды
| Сезон   | Четвёртый    | Третий       | Второй       | Первый         | Запасной       | Турниры                       |
| ------- | ------------ | ------------ | ------------ | -------------- | -------------- | ----------------------------- |
| 1992—93 | Хью Милликин | Том Кидд     | Джеральд Чик | Брайан Джонсон | Нил Гэлбрейт   | ТАЧ 1992 · ЧМ 1993 (6 место)  |
| 1993—94 | Хью Милликин | Том Кидд     | Джеральд Чик | Стивен Хьюитт  | Брайан Джонсон | ТАЧ 1993 · ЧМ 1994 (10 место) |
| 1994—95 | Хью Милликин | Стивен Джонс | Джеральд Чик | Стивен Хьюитт  | Брайан Джонсон | ЧМ 1995 (8 место)             |

(скипы выделены полужирным шрифтом)